# 新進 (書店)
株式会社新進（しんしん、英: Shinshin inc.）は、愛知県名古屋市中区に本社を置く出版流通および書店チェーンを展開する企業である。

## 概要
出版流通事業のほか愛知県を中心に書店の「本の王国」およびゲームやトレーディングカード販売の「すまいるキング」の運営を行っている。2016年（平成28年）3月末までは「夢屋書店」のFC運営も行っていた。（一部店舗は本の王国に名称変更の上、引き続き営業）
本の王国の一部店舗でビデオレンタルも行っているほか、「ポストホビーすまいるキング」の名称で「ポストホビー」のFC店も運営している。

## 事業所
- 本社（愛知県名古屋市中区）
- 東京支店（東京都千代田区）
- 大阪支店（大阪府東大阪市）
- 九州支店（福岡県福岡市博多区）
- 東北営業所（宮城県仙台市泉区）

## 店舗
2016年（平成28年）8月現在、本の王国を12店舗、ポストホビーを2店舗の計15店を運営（中日興業の直営店を含む）。FC店は全国に69店舗。
- 本の王国（文化センター前店、浜松西店、浜松雄踏店、高蔵寺店、ほら貝店、中日書店、刈谷店、豊田吉原店、安城店、知多店、ザザシティ浜松店、南安城店）
- ポストホビー（稲沢店、ザザシティ浜松店）

## 関連会社
- 中日興業株式会社